# Antonín Šimůnek
Antonín Šimůnek je vědecký pracovník Fyzikálního ústavu Akademie věd České republiky a do roku 2002 člen výboru České fyzikální společnosti (tehdy Fyzikální vědecké sekce Jednoty českých matematiků a fyziků). V rámci základního výzkumu dosáhl významného pokroku v pochopení mechanismu ovlivňujícího tvrdost materiálů. Zabývá se teorií pevných látek, elektronovými a strukturními vlastnostmi pevných látek a rentgenovou spektroskopií pevných látek. Jeho biografický profil byl zařazen do prestižních publikací Who's Who in the World a Who's Who in Science and Technology.